# Heterusia lymnadoides
Heterusia lymnadoides là một loài bướm đêm trong họ Geometridae.